# Donald Norman

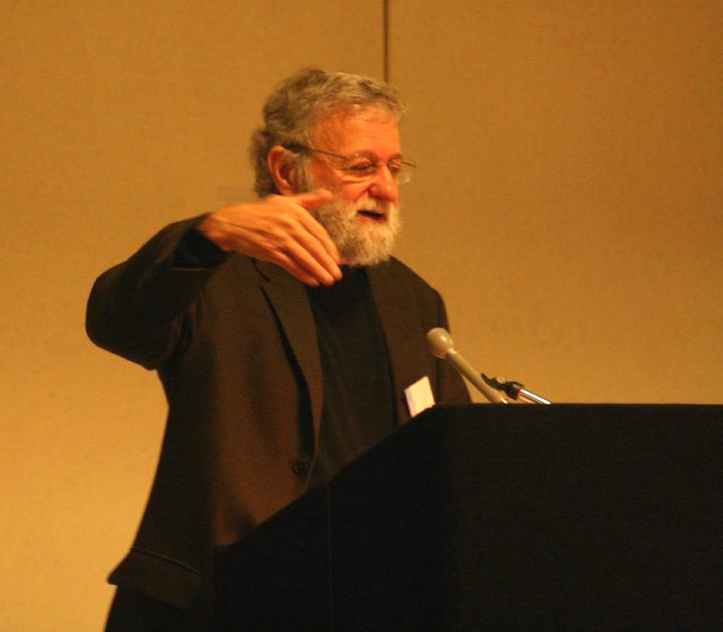
Donald Norman 2005

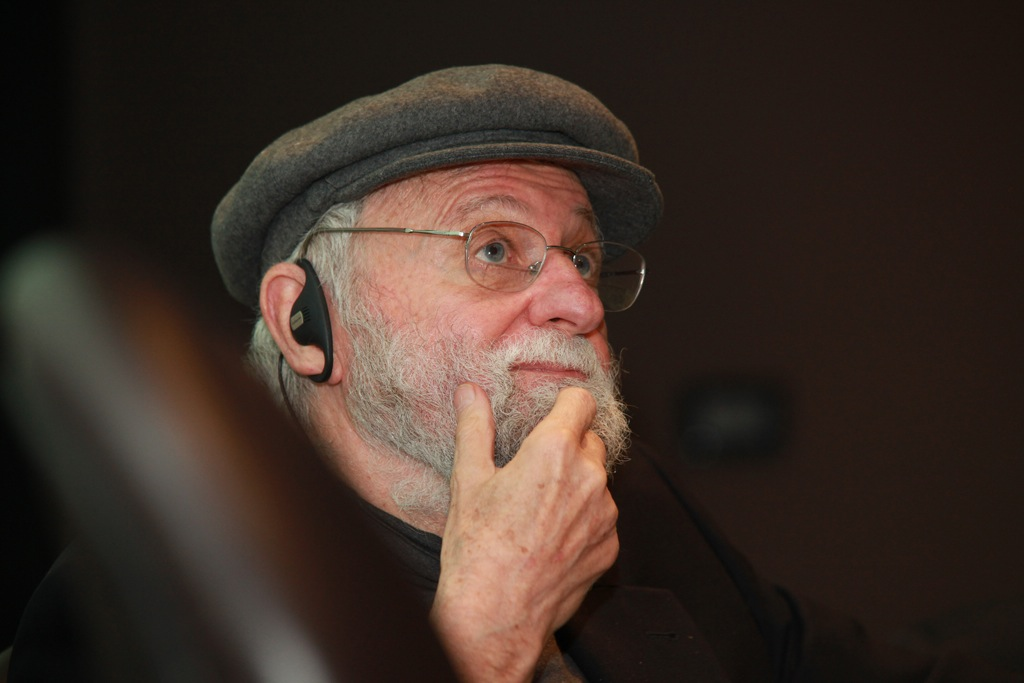
Donald Norman 2011

Donald Arthur Norman (* 25. Dezember 1935) ist emeritierter Professor für Kognitionswissenschaften der University of California, San Diego und Professor für Informatik an der Northwestern University. Er gilt als Usability-Spezialist und ist zusammen mit Jakob Nielsen und Bruce „Tog“ Tognazzini Gründer der Firma Nielsen Norman Group, die sich hauptsächlich im Bereich Usability-Beratung betätigt. Er ist außerdem ein IDEO Fellow und Mitglied des Kuratoriums des IIT Institute of Design in Chicago.
Normans erste Bücher beschäftigten sich mit Usability, mit der Nutzbarkeit von Gegenständen und später von Rechnern. In Büchern wie Things That Make Us Smart übt er jedoch auch Gesellschaftskritik, insbesondere im Bereich Fernsehen und schlechte Museen. Er hat große Freude an positiven Produkten, die Design und Emotionen kombinieren, wie er im Buch Emotional Design erläutert. Norman gilt als der Urheber des Begriffs information appliance, Informationsgerät, das in seinem Buch The Invisible Computer erwähnt wurde.
Norman nimmt eine kontroverse Haltung ein, nach deren die Designforschungsgemeinschaft wenig Einfluss auf die Produktinnovation gehabt habe und dass, obwohl Akademiker bei der Verfeinerung bestehender Produkte helfen können, es die Technologen sind, die die Durchbrüche schaffen.

## Werdegang
Norman hat seinen Bachelor of Science in Elektrotechnik am MIT gemacht und hat in Psychologie an der University of Pennsylvania promoviert. Er ist Ehrendoktor der italienischen Universität Padua.
Nach seinem Abschluss nahm Norman ein Postdoc-Stipendium am Center for Cognitive Studies der Harvard University an und wurde innerhalb eines Jahres Dozent.
Nach vier Jahren am Center for Cognitive Studies nahm Norman eine Stelle als außerordentlicher Professor im Fachbereich Psychologie an der University of California, San Diego (UCSD) an. Norman wandte seine Ausbildung als Ingenieur und Informatiker sowie als experimenteller und mathematischer Psychologe auf die aufstrebende Disziplin der Kognitionswissenschaften an. Norman wurde schließlich Gründungsvorsitzender der Abteilung für Kognitionswissenschaften und Vorsitzender der Abteilung für Psychologie.
An der UCSD war Norman einer der Gründer des Institute for Cognitive Science und einer der Organisatoren der Cognitive Science Society (zusammen mit Roger Schank, Allan Collins und anderen), die 1979 ihre erste Sitzung auf dem UCSD-Campus abhielt.
Er war auch Vizepräsident der Advanced Technology Group bei Apple und hat für Hewlett-Packard gearbeitet. 1991 wurde er in die American Academy of Arts and Sciences gewählt.

## Auszeichnungen
Norman hat viele Auszeichnungen für seine Arbeit erhalten. Er erhielt zwei Ehrentitel, einen "S. V. della laurea ad honorem" in Psychologie von der Universität Padua im Jahr 1995 und einen Doktorgrad in Industriedesign und Ingenieurwesen von der Technischen Universität Delft. Im Jahr 2001 wurde er als Fellow der Association for Computing Machinery (ACM) aufgenommen und gewann den Rigo Award von SIGDOC, der Special Interest Group (SIG) der Association for Computing Machinery's Special Interest Group (SIG) on the Design of Communication (DOC). Im Jahr 2006 erhielt er die Benjamin-Franklin-Medaille in Computer- und Kognitionswissenschaften. Im Jahr 2009 wurde Norman zum Honorary Fellow der Design Research Society ernannt.

## Nielsen Norman Group
Norman gründete 1998 zusammen mit seinem Kollegen Jakob Nielsen die Nielsen Norman Group (NN/g). Die Vision des Unternehmens besteht darin, Designern und anderen Unternehmen dabei zu helfen, sich auf stärker auf den Menschen ausgerichtete Produkte und Internet-Interaktionen zu konzentrieren, und ist Vorreiter auf dem Gebiet der Benutzerfreundlichkeit.

## User-centered design
1986 schreibt Norman in seinem Buch User Centered System Design: New Perspectives on Human-computer Interaction zum ersten Mal über benutzerzentriertes Design, einem Buch, das von ihm und Stephen W. Draper herausgegeben wurde. In der Einleitung des Buches wird die Idee vorgestellt, dass Designer ihre Bemühungen auf die Menschen richten sollten, die das System benutzen werden:
Die Menschen sind so anpassungsfähig, dass sie in der Lage sind, die gesamte Last der Anpassung an ein Artefakt zu schultern, aber geschickte Designer lassen große Teile dieser Last verschwinden, indem sie das Artefakt an die Benutzer anpassen.
In seinem Buch The Design of Everyday Things verwendet Norman den Begriff "user-centered design", um ein Design zu beschreiben, das auf den Bedürfnissen des Benutzers basiert, wobei er sekundäre Themen wie die Ästhetik außer Acht lässt. Bei benutzerzentriertem Design geht es darum, die Struktur von Aufgaben zu vereinfachen und Dinge sichtbar zu machen.
In seinem Buch The Things that Make Us Smart: Defending the Human Attribute in the Age of the Machine, verwendet Norman den Begriff "kognitive Artefakte", um "jene künstlichen Geräte zu beschreiben, die Informationen verwalten, anzeigen oder mit ihnen arbeiten, um eine Darstellungsfunktion zu erfüllen, und die die kognitive Leistung des Menschen beeinflussen". Ähnlich wie in seinem Buch The Design of Everyday Things argumentiert Norman für die Entwicklung von Maschinen, die zu unserem Verstand passen, anstatt unseren Verstand der Maschine anzupassen.

In der überarbeiteten Ausgabe des Buches The Design of Everyday Things geht Norman auf seine früheren Behauptungen über Ästhetik zurück und hat den Begriff User-Centered Design ganz gestrichen. Im Vorwort des Buches sagt er :
Die erste Ausgabe des Buches konzentrierte sich darauf, Produkte verständlich und benutzbar zu machen. Die Gesamterfahrung eines Produkts umfasst viel mehr als nur seine Benutzerfreundlichkeit: Ästhetik, Vergnügen und Spaß spielen eine entscheidende Rolle. Es gab keine Diskussion über Vergnügen, Genuss und Emotion, Emotion ist so wichtig, dass ich ein ganzes Buch, Emotional Design, über die Rolle geschrieben habe, die es im Design spielt.
Stattdessen verwendet er derzeit den Begriff "human-centered design" und definiert ihn wie folgt: "ein Ansatz, bei dem menschliche Bedürfnisse, Fähigkeiten und Verhaltensweisen an erster Stelle stehen und dann so gestaltet werden, dass diese Bedürfnisse, Fähigkeiten und Verhaltensweisen berücksichtigt werden".

## Werke
Psychologie
- Human information processing: An introduction to psychology, 1975, zus. mit Peter H. Lindsay, dt. Einführung in die Psychologie, Springer, Berlin/Heidelberg/New York 1981, ISBN 3-540-09874-7.
- Memory and attention, 1977, dt. Aufmerksamkeit und Gedächtnis, Beltz, Weinheim/Basel 1973, ISBN 3-407-28159-5.
- Learning and memory, 1982

Usability
- Direct manipulation interfaces, 1985, zus. mit E. L. Hutchins und J.D. Hollan
- User Centered System Design: New Perspectives on Human-Computer Interaction, 1986, zus. mit Stephen Draper
- The Design of Everyday Things, 1988, ursprünglich unter dem Titel The Psychology of Everyday Things, dt. Dinge des Alltags, Campus-Verl., Frankfurt/Main 1989, ISBN 3-593-34134-4.
- Turn signals are the facial expressions of automobiles, 1992
- Things That Make Us Smart: Defending Human Attributes in the Age of the Machine, 1993
- The Invisible Computer, 1999
- Emotional Design: Why we love (or hate) everyday things, 2003
- The Design of Future Things, 2007
- Living with Complexity, 2010

## Zitate
- "Academics get paid for being clever, not for being right."[10] Akademiker werden dafür bezahlt, klug zu sein, nicht dafür, Recht zu haben.
- "Good design is actually a lot harder to notice than poor design, in part because good designs fit our needs so well that the design is invisible."[11] Gutes Design ist eigentlich viel schwerer wahrnehmbar als schlechtes Design, zum Teil deshalb, weil gutes Design so gut zu unseren Bedürfnissen passt, dass das Design unsichtbar ist.
- “A brilliant solution to the wrong problem can be worse than no solution at all: solve the correct problem.”[12] Eine brillante Lösung für das falsche Problem kann schlimmer sein als gar keine Lösung: das richtige Problem zu lösen.
- “Fail often, fail fast,”[13] Scheitere oft und rechtzeitig.